# Serial Killer
Serial Killer je mezinárodní český festival televizní a online seriálové tvorby. Jedná se o první akci tohoto druhu ve střední a východní Evropě. Festival, který se každoročně koná v Brně, má za cíl ukazovat současné a kvalitní evropské seriály. Většina projekcí, které probíhají v kinosálech nebo divadlech, se skládá z prvních dvou dílů daného seriálu, a v závěru jsou doplněny diskuzí s jeho tvůrci. Proběhly zde například předpremiéry úspěšných seriálů Most!, Devadesátky, Smysl pro tumor,Metoda Markovič: Hojer nebo webseriálu #martyisdead, který později vyhrál Emmy International. Osmý ročník festivalu byl ohlášen na termín od 23. do 28. září 2025.

## Program
Program festivalu je rozdělen do několika kategorií, v hlavní soutěžní sekci rozhoduje mezinárodní odborná porota o nejlepším seriálu ze střední a východní Evropy. Sekce Mezinárodní panorama oproti tomu představuje seriály převážně ze západní Evropy. Sekce Focus se každý ročník se zaměřuje na seriálovou tvorbu konkrétní země, v minulosti to byly například Dánsko, Norsko nebo Velká Británie. Všechny projekce jsou v původním znění s českými i anglickými titulky.
Festival rovněž nabízí industry program TV Days pro filmové a televizní odborníky.
Součástí doprovodného programu festivalu jsou přednášky, diskuze, koncerty a večírky určené pro širokou veřejnost.

## Festivalové ročníky

### 2018
Pilotní ročník festivalu se odehrál v roce 2018 v kině Scala, v Divadle Bolka Polívky a v Divadle Husa na provázku. Celou akci zahájila premiéra prvních dvou dílů českého seriálu Most!. Sekce Fokus byla zaměřena na Dánsko.
Výherci ceny za nejlepší seriál střední a východní Evropy: 
- Nejlepší TV seriál: Cuvar dvorca (Strážce Hradu) –  Chorvatsko
- Čestné uznání poroty: Pank (Banka) –  Estonsko
- Nejlepší webseriál: Lajna –  Česko

### 2019
Druhý ročník zahájila v září 2019 premiéra českého seriálu Zrádci (režie: Viktor Tauš). Sekce Fokus se zaměřila na Norsko.
Výherci ceny za nejlepší seriál střední a východní Evropy:
- Nejlepší TV seriál: Zatemnění –  Rusko
- Čestné uznání poroty: Bez vědomí –  Česko
- Nejlepší webseriál: #martyisdead –  Česko

### 2020
Třetí ročník festivalu se kvůli pandemii covidu-19 uskutečnil v hybridní formě, v rámci které bylo možné sledovat uvedené seriály po dobu konání festivalu zdarma na internetu. Veřejné projekce bylo možné zhlédnout v Divadle Husa na provázku, kde proběhlo i vyhlášení vítězů. V rámci sekce Fokus nabídl festival seriály z Velké Británie.
Výherci ceny za nejlepší seriál střední a východní Evropy:
- Nejlepší TV seriál: Six Empty Seats (Let) –  Rusko
- Čestné uznání poroty: Traitor (Zrádce) –  Estonsko
- Nejlepší webseriál: Terapie sdílením –  Česko

### 2021
Čtvrtý ročník s Fokusem na Belgii nabídl na konci září projekce v Divadle Bolka Polívky a v Divadle na Orlí. Během doprovodného programu měli návštěvníci možnost navštívit např. koncerty, kde zahráli mimo jiné Petr Čtvrtníček, Štěpán Kozub nebo Emma Smetana. Česká televize se po festivalu rozhodla zakoupit vítězný seriál Rodina spolu s belgickým seriálem Albatros.
Výherci ceny za nejlepší seriál střední a východní Evropy:
- Nejlepší TV seriál: The Family (Rodina) –  Srbsko
- Čestné uznání poroty: Klára Melíšková za hlavní roli v seriálu Podezření –  Česko
- Nejlepší webseriál: TBH –  Česko

### 2022
Projekce pátého ročníku se uskutečnily v kině Scala, v Divadle Bolka Polívky a v Divadle na Orlí. Sekce Fokus byla zaměřena na Švédskou seriálovou tvorbu. V předpremiéře zde byly uvedeny například seriály Dobré ráno, Brno! nebo Král Šumavy.
Doprovodný program se odehrával zejména na Jakubském náměstí, které hostilo koncerty, debaty a vědomostní soutěže, a na Moravském náměstí, kde byla umístěna scéna České televize, která nabídla debaty s tvůrci oblíbených pořadů. Na Dominikánském náměstí pak byla ve spolupráci s HBO vystavena maketa lebky draka ze seriálu Rod draka.
Výherci ceny za nejlepší seriál střední a východní Evropy:
- Nejlepší TV seriál: Piknik –  Ukrajina
- Čestné uznání poroty: Bez signálu (Područje bez signala) –  Chorvatsko
- Nejlepší webseriál: Pět let –  Česko

### 2023
Výherci ceny za nejlepší seriál střední a východní Evropy:
- Nejlepší TV seriál: Metoda Markovič: Hojer –  Česko
- Nejlepší webseriál: Lowbudget –  Česko

### 2024
Výherci ceny za nejlepší seriál střední a východní Evropy:
- Primetime Killer: Operace Šavle (Sablja) -  Srbsko
- Čestné uznání poroty: Dcera národa – za výjimečnou scénografii –  Česko
- Čestné uznání poroty: Vím, jak dýcháš (Znam kako dišeš) – za komplexní scénář –  Bosna a Hercegovina
- Quick Killer: Procesy –  Polsko &  Bělorusko